# Murchisonellidae
Murchisonellidae T.L. Casey, 1904 è una famiglia di molluschi eterobranchi marini. È l'unica famiglia della superfamiglia Murchisonelloidea.

## Descrizione
La conchiglia di queste specie è molto piccola (solo poche specie superano i 3,5 mm, la maggior parte non raggiunge i 2 mm), fragile, allungata, con spire tondeggianti e sutura profonda. L'apertura è rotonda, la columella leggermente riflessa. La sinapomorfia che caratterizza anatomicamente la famiglia è la presenza di un complesso apparato mandibolare privo di radula.

## Distribuzione e habitat
La famiglia è ampiamente distribuita nelle acque basse (massima prondità 30 m) dell'Atlantico e dell'Indo-Pacifico occidentale, ove è concentrata la maggiore biodiversità, con un alto numero di specie presenti nelle acque dell'Australia, della Thailandia, del Giappone e delle Filippine. Una specie (Murchisonella columna) è segnalata anche nel mar Mediterraneo orientale, ove è giunta per migrazione lessepsiana dal mar Rosso.

## Tassonomia
La famiglia comprende i seguenti generi:
- Sottofamiglia Ebalinae Warén, 1995
  - Ebala Gray, 1847
- Sottofamiglia Murchisonellinae T.L. Casey, 1904
  - Henrya Bartsch, 1947
  - Koloonella Laseron, 1959
  - Murchisonella Mörch, 1875
  - Pseudoaclisina Yoo, 1994

Tradizionalmente i generi Murchisonella ed Ebala erano inclusi nella famiglia Pyramidellidae. Nel 1994 Warén, basandosi sulle peculiari caratteristiche  dell'apparato mandibolare, segregò i due generi nella nuova famiglia Ebalidae, posta successivamente in sinonimia con Murchisonellidae.